# Ideopsis ocarinis
Ideopsis ocarinis är en fjärilsart som beskrevs av Corbet 1942. Ideopsis ocarinis ingår i släktet Ideopsis och familjen praktfjärilar. Inga underarter finns listade i Catalogue of Life.